# Per Hjertquist
Per Hjertquist (Bodafors, 6 aprile 1960) è un ex tennista svedese.

## Carriera
In carriera ha vinto un titolo nel singolare, il Sofia Open nel 1980, e uno nel doppio, il Tel Aviv Open nel 1980, in coppia con lo statunitense Steve Krulevitz. Nei tornei del Grande Slam ha ottenuto il suo miglior risultato all'Open di Francia raggiungendo il terzo turno nel singolare nel 1981 e nel doppio nello stesso anno.
In Coppa Davis ha giocato un totale di 5 partite, ottenendo 3 vittorie e 2 sconfitte.

## Statistiche

### Singolare

#### Vittorie (1)
| Numero | Anno             | Torneo            | Superficie | Avversario in finale | Punteggio     |
| 1.     | 21 dicembre 1980 | Sofia Open, Sofia | Sintetico  | Vadim Borisov        | 6-3, 6-2, 7-5 |

#### Finali perse (2)
| Numero | Anno            | Torneo                  | Superficie | Avversario in finale | Punteggio |
| 1.     | 13 ottobre 1979 | Tel Aviv Open, Tel Aviv | Cemento    | Tom Okker            | 4-6, 3-6  |
| 2.     | 12 ottobre 1981 | Tel Aviv Open, Tel Aviv | Cemento    | Mel Purcell          | 1-6, 1-6  |

### Doppio

#### Vittorie (1)
| Numero | Anno            | Torneo                  | Superficie | Compagno        | Avversari in finale   | Punteggio |
| 1.     | 12 ottobre 1980 | Tel Aviv Open, Tel Aviv | Cemento    | Steve Krulevitz | Eric Fromm Cary Leeds | 7-6, 6-3  |